# نبرد آتلانتیک (۱۹۳۹–۱۹۴۵)
نبرد اقیانوس اطلس طولانی‌ترین رشته عملیات نظامی جنگ جهانی دوم بود، که در اقیانوس اطلس میان کریگسمارینه و نیروی دریایی سلطنتی و از ۱۹۴۲ نیروی دریایی ایالات متحده رخ داد.
چرچیل این واژه را در ۶ مارس ۱۹۴۱میلادی برای توصیف نبردهایی که برای نگهداری و مهار راه‌های حیاتی بریتانیا به جهان خارج در جریان بودند به کار گرفت. در این نبردها که از آغاز تا پایان جنگ جهانی دوم در اروپا ادامه داشتند آلمانی‌ها با یورش به کشتی‌ها و زیردریاییها و با بمباران و مینگذاری به وسیله زیردریایی، آسیب‌های زیادی به دشمن وارد کردند.
در سال ۱۹۴۲م متفقین ماهانه به‌طور میانگین ۹۶ کشتی از دست می‌دادند. در تابستان همان سال ایده اسکورت کشتی‌ها در کرانه‌های آمریکا، از تهدید زیردریایی‌های آلمانی کاست ولی در آب‌های میان آمریکا و اروپا خطر همچنان وجود داشت. در مارس ۱۹۴۳م زیردریایی‌های آلمانی ۱۰۸ کشتی بازرگانی را غرق کردند در حالی که خودشان فقط یک فروند کشتی از دست دادند. دو ماه پس از آن اقدام‌های انگلیس و آمریکا مؤثر افتادند، ایجاد پایگاه نیروی هوایی در ایسلند، استفاده از ناوهای هواپیمابر برای اسکورت کشتی‌ها، گسترش رادار و گسترش ناوشکنها سبب وارد آمدن تلفات سنگینی بر زیردریایی‌های آلمانی شد. آلمانی‌ها در مقابل به بهبود وضع زیردریایی‌ها پرداختند ولی در ادامه جنگ دیگر نتوانستند مانند سال ۱۹۴۲م بر متفقین فشار آورند. در آخرین سال جنگ ماهانه به‌طور میانگین تنها ۱۲ کشتی بازرگانی متفقین غرق می‌شدند.